# Cal Ribosa (l'Arboç)
Cal Ribosa és una obra eclèctica de l'Arboç (Baix Penedès) protegida com a Bé Cultural d'Interès Local.

## Descripció
Edifici de tres plantes. Els baixos tenen una gran porta de llinda que mena a una gran entrada on, mitjançant cinc esglaons s'accedeix a l'habitatge. A cada banda hi ha una finestra de grans dimensions. El pis noble té tres grans balconades de pedra, la central més gran, sostingudes per dues mènsules i amb una gran porta balconera. Els emmarcaments de les portes presenten la clau decorada amb motius vegetals. El pis superior presenta tres finestres el·líptiques i està emmarcat per dues cornises. La façana queda rematada per una estructura de pedra decorada amb tires de flors que dona més alçada a l'edifici.